# Charles Piazzi Smyth
Charles Piazzi Smyth (ur. 3 stycznia 1819 w Neapolu, zm. 21 lutego 1900) – angielski astronom, syn również astronoma Williama Henry’ego Smytha.

## Życiorys
W latach 1845–1888 pełnił funkcję Królewskiego Astronoma Szkocji i dyrektora obserwatorium astronomicznego w Edynburgu. W 1864 opublikował książkę Our Inheritance in the Great Pyramid (pol. Nasze dziedzictwo w Wielkiej Piramidzie), w której wyraził pogląd, że w wymiarach geometrycznych piramidy Cheopsa w Gizie są ukryte zależności matematyczne i astronomiczne. Był również recenzentem rozdziału dotyczącego Wielkiej Piramidy w trzecim tomie Wykładów Pisma Świętego Charlesa T. Russella.